# 피터 세테라
피터 폴 세테라(영어: Peter Paul Cetera, 1944년 9월 13일 ~ )는 미국의 싱어송라이터이다. 밴드 시카고의 주요 구성원이었으며, 1981년부터 솔로 음악가로 활동하고 있다.
솔로로 발표한 노래 중 〈Glory of Love〉, 〈The Next Time I Fall〉 두 곡이 빌보드 싱글차트 1위에 올랐다.  1992년작 〈Restless Heart〉는 빌보드 어덜트 컨템포러리 차트에서 1위를 기록했다.
2016년, 시카고의 구성원으로서 로큰롤 명예의 전당에 올랐다.